# Enrique Fortún
Enrique Pérez Sánchez-Fortún (Madrid, España, 15 de marzo de 1995) es un actor español, conocido por interpretar el papel de Lope Ruiz en la serie La promesa.

## Biografía
Enrique Fortún nació el 15 de marzo de 1995 en Madrid (España), y además de actuar practica natación, boxeo y toca la guitarra.

## Carrera
Enrique Fortún inició su formación en la escuela de interpretación Cristina Rota a los dieciocho años y la completó egresando en el estudio de Juan Codina. Con más de siete años de formación sigue entrenandose con maestros de la talla de Adan Black y Fernando Piernas.
Inició su carrera actoral en el teatro y entre sus obras destacan: Katarsis del Tomatazo de María Botto, A 7 pasos del Quijote de Jaroslaw Bielski, Un tiovivo en una ratonera y Ánima de Juan Codina, Té en Samarra de Andrea Martos, Relatos Rotos de Carlos Limón, El Feo de Iria Ortega, Qui Amiserint, los perdedores dirigido por Patricia Peñalver y Carlos Limón y Anatomía de un suicida. Posteriormente fue rostro de las campañas publicitarias de Telva, Presentador en FITUR 2019 y Telepizza. En 2017 protagonizó el cortometraje Manu dirigido por los Manrique's Brothers, mientras que en 2018 en el cortometraje El conejo de la suerte, también dirigido por este último. En el mismo año protagonizó el cortometraje Campeón dirigido por José Manrique. En el mismo año formó parte del reparto de la serie emitida en La 1 Centro médico.
En 2021 se unió al elenco de la serie de Movistar Plus+ La Fortuna. Al año siguiente, en 2022, participó en el vídeo musical Espinita Clavá dirigido por Mateo Rufino. El año siguiente, en 2023, fue elegido por TVE para interpretar el papel de Lope Ruiz en la telenovela emitida en La 1 La promesa y donde protagonizó junto a los actores Ana Garcés, Eva Martín, Manuel Regueiro, Arturo Sancho, María Castro, Joaquín Climent, Antonio Velázquez, Andrea del Río, Carmen Flores Sandoval, Teresa Quintero y Sara Molina.

## Filmografía

### Televisión
| Año             | Título        | Personaje      | Cadeña | Notas               |
| --------------- | ------------- | -------------- | ------ | ------------------- |
| 2018            | Centro médico |                | La 1   | Serie de televisión |
| 2021            | La Fortuna    | Movistar Plus+ |        | Serie de televisión |
| 2023 - presente | La promesa    | Lope Ruiz      | La 1   | ¿? episodios        |

### Cortometrajes
| Año  | Título                 | Director            |
| ---- | ---------------------- | ------------------- |
| 2017 | Manu                   | Manrique's Brothers |
| 2018 | El conejo de la suerte | Manrique's Brothers |
| 2018 | Campeón                | José Manrique       |

### Videos musicales
| Año  | Título         | Director     |
| ---- | -------------- | ------------ |
| 2022 | Espinita Clavá | Mateo Rufino |

## Teatro
| Título                        | Director                         |
| ----------------------------- | -------------------------------- |
| Katarsis del Tomatazo         | María Botto                      |
| A 7 pasos del Quijote         | Jaroslaw Bielski                 |
| Un tiovivo en una ratonera    | Juan Codina                      |
| Ánima                         | Juan Codina                      |
| Té en Samarra                 | Andrea Martos                    |
| Relatos Rotos                 | Carlos Limón                     |
| El Feo                        | Iria Ortega                      |
| Qui Amiserint, los perdedores | Patricia Peñalver y Carlos Limón |
| Anatomia de un suicidio       |                                  |

## Campañas publicitarias
| Título                    |
| ------------------------- |
| Telva                     |
| Presentador en FITUR 2019 |
| Telepizza                 |